# وودباين
وودبين (بالإنجليزية: Woodbine, Georgia)‏ هي مدينة تقع في مقاطعة كامدن، جورجيا بولاية جورجيا في الولايات المتحدة. تبلغ مساحة هذه المدينة 5.8 (كم²)، وترتفع عن سطح البحر 4 م، بلغ عدد سكانها 8222 نسمة في عام 2010 حسب إحصاء مكتب تعداد الولايات المتحدة.

## وصلات خارجية
- الموقع الرسمي
- Cities & Counties - Georgia.gov